# Nove Meses
Nove Meses (no original em inglês, Nine Months) é um filme norte-americano de 1995, do género comédia, dirigida por Chris Columbus, baseada num conto do roterista Patrick Braoudé.

## Sinopse
Samuel Falkner (Hugh Grant), um terapeuta de crianças, não tem nenhum filho e não faz planos para isto. Assim, fica bastante abalado quando Rebecca Taylor (Julianne Moore), sua namorada há cinco anos, diz que está grávida. Repentinamente Samuel tem pesadelos e fantasias paranóicas de como o matrimônio e a paternidade mudarão sua vida e, para piorar, conhece Martin Dwyer (Tom Arnodl) e Gail Fletcher Dwyer (Joan Cusack), que têm três filhas, sendo que Gail está grávida novamente. Samuel considera o modo de vida deste casal assustador, mesmo quando Martin e Gail dizem que ter um filho é o máximo. Samuel e Rebecca passam a brigar freqüentemente e, quando ele esquece o dia da ultra-sonografia, Rebecca não o perdoa e vai para a casa de Martin e Gail. Sozinho, ele vê a gravação da ultra-sonografia e isto o emociona, assim decide deixar de ser tão egoísta pois está na hora para enfrentar suas responsabilidades. Mas agora surgiu outro problema: Rebecca se recusa a falar com ele.

## Elenco
- Hugh Grant (Samuel "Sam" Faulkner)
- Julianne Moore (Rebecca Taylor)
- Tom Arnold (Martin "Marty" Dwyer)
- Joan Cusack (Gail Fletcher Dwyer)
- Robin Williams (Dr. Kosevich)
- Mia Cottet (Lili)
- Joey Simmin (Truman)
- Ashley Johnson (Shannon Dwyer)
- Alexa Vega (Molly Dwyer)
- Jeff Goldblum (Sean Fletcher)
- Aislin Roche (Patsy Dwyer)